# Karl Eric Holm
Karl Eric Holm, folkbokförd Karl-Erik Holm, född 3 juni 1919 i Falköpings församling i dåvarande Skaraborgs län, död 27 juli 2016 i Stockholm, var en svensk officer (generallöjtnant).

## Biografi
Holm var son till stationsmästare Carl Holm och Olga Södergren. Han tog studentexamen i Skövde 1937 och tjänstgjorde i Svenska frivilligkåren i Finland under Vinterkriget 1939–1940. Holm avlade officersexamen 1941 och blev fänrik i trängtrupperna samma år, kapten 1949 och studerade vid Krigshögskolan 1949–1951 samt vid Army Staff College i England 1954. Han var kapten i generalstaben 1955 och tjänstgjorde i expertutredningen angående allmän värnplikt 1956–1958. Han tjänstgjorde vid Älvsborgs regemente (I 15) 1957, blev major i generalstaben 1959 och studerade samma år vid Försvarshögskolan. Holm var ledamot av socialberedskapskommittéen 1960–1962 och var avdelningschef i Försvarsstaben från 1960.
Holm blev överstelöjtnant vid Livregementets grenadjärer (I 3) 1963, överste i försvarsstaben 1964 och chef för Norrbottens regemente (I 19) 1965. Han var därefter stabschef i Bergslagens militärområde 1966, blev generalmajor 1966, tillförordnad chef för Arméstaben 1966–1968 och ordinarie chef 1968–1972. Holm befordrades till generallöjtnant 1972, var militärbefälhavare för Södra militärområdet 1972–1980 och stod till ÖB:s förfogande 1980 och var till slut rikshemvärnschef 1981–1983.
Han var även vice ordförande i Centralförbundet för befälsutbildning 1970–1981, ordförande i Svenska pistolskytteförbundet 1967–1973 och vice ordförande i Frivilliga automobilkårernas riksförbund från 1983. Holm blev ledamot av Kungliga Krigsvetenskapsakademien 1963.
Holm gifte sig 1943 med Hedvig Wadstein (1920–2013), dotter till kronofogde John Wadstein och Tekla Pierre. Han är far till Karin (född 1948) och Gunilla (född 1952). Holm är begravd på Galärvarvskyrkogården i Stockholm.

## Utmärkelser
Holms utmärkelser:
- Kommendör med stora korset av Svärdsorden, 6 juni 1973.[6]
- Riddare av Svärdsorden (RSO)
- Finsk krigsminnesmedalj (FMM)
- Finskt minneskors med anledning av Finlands krig 1939-45 (FMK)